# Buono ordinario del tesoro
Un buono ordinario del tesoro (BOT) è un'obbligazione zero-coupon, ovvero un titolo senza cedola, di durata inferiore o uguale ai 12 mesi, emesso dal Governo italiano allo scopo di finanziarne il debito pubblico.

## Emissione
Lo Stato emette i BOT tramite aste, dette "aste competitive", cui possono partecipare solo gli intermediari finanziari, che operano per conto dei loro clienti. Tali aste avvengono in mercati regolamentati quali il MOT (Mercato telematico delle obbligazioni e dei titoli di Stato), per lotti da 1.000 € o multipli, ed il MTS (mercato telematico dei titoli di Stato), per lotti superiori o uguali a 2,5 milioni di euro. I titoli sono assegnati agli intermediari che hanno proposto le offerte più vantaggiose per lo Stato, ossia un prezzo d'acquisto più alto.
La duration (o durata media finanziaria) del BOT è pari alla sua vita residua, come per ogni titolo zero coupon. I BOT possono essere acquistati a partire da un taglio minimo nominale di 1.000 euro e a seguire con multipli di tale cifra.

## Durata
Normalmente la durata delle emissioni è pari a tre, sei e dodici mesi anche se lo Stato si riserva di emettere titoli con durate diverse. Sono stati emessi titoli con durata pari a due mesi e uno con durata pari a 136 giorni (regolamento 15 febbraio - scadenza 30 giugno 2008).
Per i BOT a tre mesi e a dodici mesi il giorno d'asta è il 15 di ogni mese, mentre per i BOT a sei mesi il giorno d'asta è la fine mese.

## Calcolo del rimborso
Il BOT viene rimborsato "alla pari" cioè il valore di rimborso coincide con il valore nominale del titolo, pari a 100. Il titolo viene emesso senza cedola e quindi il rendimento è dato dalla differenza tra il valore di rimborso (valore nominale) e il prezzo di emissione, che è "sotto la pari", vale a dire inferiore al valore nominale.
Utilizzando la formula del montante in capitalizzazione semplice e ricavando il rendimento del titolo r si ottiene:
{\displaystyle r={\dfrac {VR-VE}{VE\times t}}\times 100}
dove VR è il valore di rimborso, VE il valore di emissione e t il tempo in anni. Per un BOT ad un anno, ad esempio, se il valore di emissione è pari a 97 si ha: 
{\displaystyle {\dfrac {100-97}{97}}\times 100=3,09\%}.
Se il titolo ha durata inferiore all'anno il rendimento si ottiene dalla formula: 
{\displaystyle r={\dfrac {VR-VE}{VE\times \left({\dfrac {365}{N}}\right)}}\times 100}
con N uguale al numero di giorni di durata dell'operazione.
In Italia la tassazione su tali titoli è fissata al 12,50%. Ciò significa che il tasso di rendimento "r" di cui sopra è da intendersi lordo dell'imposizione fiscale.
Quindi nell'ipotesi di poter acquistare un bot (il lotto minimo è 1000 euro) spendendo 97,60 € alla scadenza di un anno si otterrà 100€ con un guadagno netto di 100-97,6=2,4€ - commissioni e spese bancarie

## Le commissioni
Le norme per la trasparenza nel collocamento dei titoli di Stato hanno fissato l'importo massimo della commissione che le banche possono applicare ai propri clienti per la sottoscrizione dei Bot:
- 0,03% del capitale sottoscritto per i titoli con durata residua pari o inferiore a 80 giorni;
- 0,05% del capitale sottoscritto per i titoli con durata residua compresa tra 81 e 140 giorni;
- 0,10% del capitale sottoscritto per i titoli con durata residua compresa tra 141 e 270 giorni;
- 0,15% del capitale sottoscritto per i titoli con durata residua pari o superiore a 271 giorni.

Tale commissione si aggiungono al prezzo applicato dagli intermediari ai sottoscrittori, che è pari al prezzo medio ponderato risultante dall'asta.
L'importo massimo della commissione è ridotto nei casi e nelle modalità seguenti:
- Se il prezzo medio ponderato risultante dalle operazioni d'asta è inferiore a 100, ma il prezzo totale di vendita, comprensivo della commissione e dell'imposta sostitutiva, risulta superiore a 100, l'importo della commissione è ridotto in modo da garantire un onere comunque non superiore a 100 euro, per ogni 100 euro di capitale sottoscritto;
- Se il prezzo medio ponderato risultante dalle operazioni d'asta è pari o superiore a 100, non viene applicata alcuna commissione per la sottoscrizione.

## Rendimento lordo dei BOT annuali in Italia

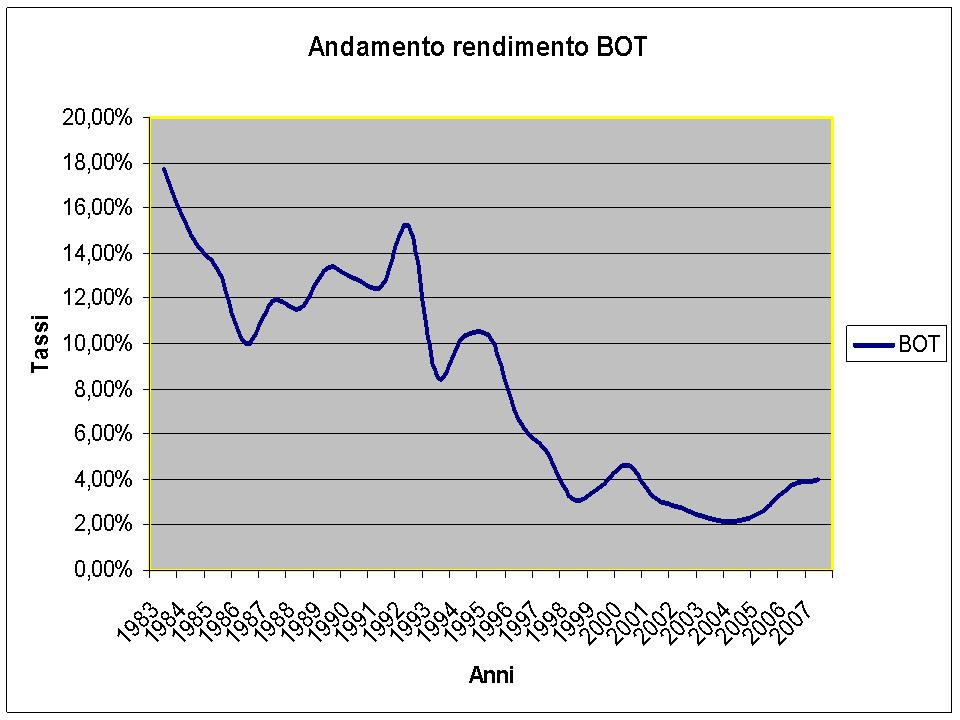
Grafico del rendimento

Tabella elaborata utilizzando la media del rendimento lordo semplice dei BOT annuali elaborato da Banca d'Italia. La forbice del rendimento netto sarebbe severamente ridotta a fronte dei corrispondenti dati sull'inflazione. 
| Anno | Rendimento Lordo Semplice |
| ---- | ------------------------- |
| 2009 | 1,137%                    |
| 2008 | 3,766%                    |
| 2007 | 3,971%                    |
| 2006 | 3,696%                    |
| 2005 | 2,641%                    |
| 2004 | 2,160%                    |
| 2003 | 2,301%                    |
| 2002 | 2,756%                    |
| 2001 | 3,203%                    |
| 2000 | 4,639%                    |
| 1999 | 3,69%                     |
| 1998 | 3,16%                     |
| 1997 | 5,29%                     |
| 1996 | 6,68%                     |
| 1995 | 10,20%                    |
| 1994 | 10,31%                    |
| 1993 | 8,64%                     |
| 1992 | 15,14%                    |
| 1991 | 12,55%                    |
| 1990 | 12,86%                    |
| 1989 | 13,35%                    |
| 1988 | 11,54%                    |
| 1987 | 11,89%                    |
| 1986 | 10,01%                    |
| 1985 | 13,18%                    |
| 1984 | 14,74%                    |
| 1983 | 17,74%                    |

Dati riferiti all'asta di dicembre di ogni anno. Il dato del 2006 si riferisce all'asta del 15 novembre 2006.